# Бекасово (район Москвы)
Бекасово — район города Москвы и одноимённое муниципальное образование (муниципальный округ), созданные в 2024 году в рамках административно-территориальной реформы  в ТиНАО путём объединения территории упразднённого поселения Киевский и части территории поселения Новофёдоровское. Органы местного самоуправления новообразованного муниципального округа Бекасово являются правопреемниками органов местного самоуправления этих же поселений.
В мае 2024 года создана управа района Бекасово, его главой назначен Волков Николай Михайлович. Выборы в совет депутатов муниципального округа запланированы на единый день голосования в 2024 году и будут проведены по двум пятимандатным избирательным округам.